# Amourah
Amourah (în arabă عمورة) este o comună din provincia Djelfa, Algeria.
Populația comunei este de 7.744 de locuitori (2008).